# Lola Cardona
Lola Cardona (València, 1936 - † Madrid, 30 de gener de 2006) va ser una actriu valenciana.

## Biografia

### Teatre
Va començar la seua carrera artística sobre els escenaris sent encara una nena a la ciutat de València, on el seu pare dirigia la coral El Micalet. Va continuar treballant en teatre, de la mà de Modesto Higueras i Ángel Fernández Montesinos, i interpreta obres com La viuda valenciana o La madriguera.

En 1960 intervé en l'obra d'èxit El gato y el canario i immediatament passa a les ordres de José Luis Alonso, amb El anzuelos de Fenisa (1961). Altres peces representades al llarg de la seua carrera inclouen:
- Juana de Arco.
- El rinoceronte.
- El jardín de los cerezos.
- Otelo.
- El jardín de nuestra infancia (1955).
- El cenador (1960).
- El gato y el canario (1960), de John Willard.[2]
- El anzuelo de Fenisa (1961)[3]
- El milagro de Anna Sullivan (1961).
- Los caciques (1962).
- Juana de Lorena (1962).
- La difunta (1962) de Miguel de Unamuno
- Los árboles mueren de pie de Alejandro Casona; como Marta-Isabel (1963).[4]
- El jardín de los cerezos (1963), de Chéjov,[5]
- El señor Adrián, el primo (1966).
- El tragaluz (1967), con José María Rodero i Jesús Puente.
- Tres sombreros de copa (1969).
- Otelo (1971).
- El Buscón (1972).
- Viejos tiempos (1974),
- La vieja señorita del paraíso (1980).
- Caimán (1981).
- El álbum familiar (1982).
- Diálogo secreto (1984).
- Hay que deshacer la casa (1986), con Amparo Rivelles.
- Damas, el jueves (1988), junto a María Asquerino i Gemma Cuervo.
- El sí de las niñas (1996), de Leandro Fernández de Moratín con dirección de Miguel Narros y compartiendo escenario con Emilio Gutiérrez Caba.
- Los verdes campos del Edén (2004), de Antonio Gala, dirigida per Antonio Mercero.

### Televisió
Present també en Televisió espanyola des dels primers anys d'emissió, la seua presència va ser habitual en espais dramàtics emesos en els anys seixanta i setanta, com Tengo un libro en las manos (1966), Cuarto de estar (1966), Estudio 1, Teatro breve o Novela. La seva última intervenció televisiva es va produir en 1996 amb la sèrie Yo, una mujer, d'Antena 3, al costat de Concha Velasco.

### Cinema
Les seues aparicions en la pantalla gran han estat molt menys habituals que en teatre o televisió, si bé mereixen destacar-se alguns dels personatges interpretats. Debuta al cinema en 1961 amb l'adaptació de Fernán Gómez de l'obra de Muñoz Seca La venganza de Don Mendo.
Únicament intervindria en altres onze títols, entre els quals figuren, no obstant això, obres tan notables de la cinematografia espanyola com La prima Angélica (1974), de Carlos Saura, El Sur (1983), de Víctor Erice, La luna negra (1990), d'Imanol Uribe i Átame! (1990), de Pedro Almodóvar, on va interpretar a la directora del psiquiàtric.

## Premis[1]
- Premio Moreno Ardanuy, per El milagro de Ana Sullivan.
- Premio Miguel Mihura, per Hay que deshacer la casa.
- Premi de les Arts Escèniques de la Generalitat Valenciana.
- Finalista del Premio Mayte per El sí de las niñas.